# Nối và gặp
Trong toán học, đặc biệt là lý thuyết thứ tự, gặp và nối của một tập con S trong một tập sắp thứ tự từng phần P lần lượt là supremum của S, ký hiệu là ⋁S, và infimum của S, ký hiệu là ⋀S. Nhìn chung, không phải lúc nào chúng cũng tồn tại.
Một tập sắp thứ tự một phần mà một cặp phần tử luôn có gặp và nối được gọi là một dàn.
Một tập sắp thứ tự một phần mà mọi tập con đều có gặp và nối được gọi là một dàn đầy đủ.